# 이시카와 미오
이시카와 미오 (石川 澪, いしかわ みお, 2002년 3월 20일 ~ )는 일본의 AV 여배우, 유튜버이다.